# Trung Quốc tiểu thuyết sử lược
Trung Quốc tiểu thuyết sử lược (tiếng Trung: 中国小说史略; bính âm: Zhōngguó xiǎoshuō shǐlüè) là cuốn sách do Lỗ Tấn viết nhằm khảo sát tiểu thuyết cổ điển Trung Quốc. Tác phẩm này được xuất bản lần đầu bằng tiếng Trung vào năm 1925, sửa đổi vào năm 1930, và sau đó được vợ chồng học giả Gladys Yang và Dương Hiến Ích dịch sang tiếng Nhật, Hàn, Đức, và Anh (năm 1959). Đây là công trình nghiên cứu chuyên sâu đầu tiên về tiểu thuyết Trung Quốc được xuất bản ở Trung Quốc, và đã có ảnh hưởng lớn trong việc định hình các nghiên cứu học thuật sau này.
Tác phẩm bao quát từ thần thoại, truyền thuyết, quỷ thần chí quái, đến truyền kỳ Đường Tống, thoại bản tống Nguyên, tiểu thuyết Minh Thanh. Qua đó miêu tả một cách rõ ràng, hệ thống toàn bộ quá trình từ manh nha, nảy mầm, phát triển, trưởng thành của tiểu thuyết cổ điển Trung Quốc. Vì vậy, Trung Quốc tiểu thuyết sử lược không những tổng kết ngắn gọn, đặc sắc về lịch sử phát triển của tiểu thuyết Trung Quốc, mà còn đặt nền móng nghiên cứu khoa học cho những người đi sau. Nhiều luận điểm của Lỗ Tấn được mọi người sử dụng, trích dẫn, ảnh hưởng cực kỳ sâu rộng. Học giả John C. Y. Wang cho rằng công trình này vẫn mang tính "quan trọng và bền vững", vì đã cung cấp một khuôn khổ diễn giải mạnh mẽ và trình bày chi tiết nhiều tác phẩm từng bị bỏ qua. Tuy nhiên, ông cũng chỉ ra những thiếu sót rõ ràng trong sách này, chẳng hạn như việc quá nhấn mạnh vào những hình thức tiểu thuyết sơ khai, trong khi không đề cập đầy đủ đến các thể loại sau này như biến văn và truyện ngắn dân gian.

## Lịch sử
Năm 1920, Đại học Bắc Kinh mời Lỗ Tấn tới giảng dạy lịch sử văn học Trung Quốc. Đồng thời, ông bắt đầu biên soạn Trung Quốc tiểu thuyết sử lược do Đại học Bắc Kinh ấn hành. Về sau, ông còn sửa chữa bổ sung để Tân Trào xuất bản xã in làm hai tập vào tháng 12 năm 1923 và tháng 6 năm 1924. Tháng 9 năm 1925, tái bản làm một quyển; năm 1930 cơ bản định hình; năm 1932, 1934 còn sửa đổi đôi chút; năm 1935 xuất bản lần thứ mười. Các bản in sau này đều giống như bản in số mười. Từ khi ra đời đến khi hoàn thành, thời gian hơn mười năm, nhiều lần sửa chữa, vô cùng khổ cực. Đây cũng là một cống hiến lớn của Lỗ Tấn cho giới học thuật nước nhà. Tác phẩm nhanh chóng được dịch sang tiếng Nhật, rồi trong những thập kỷ tiếp theo tiếp tục được tái dịch sang tiếng Nhật một lần nữa, cũng như sang tiếng Anh, tiếng Đức và tiếng Hàn. Theo cơ sở dữ liệu thư mục quốc tế WorldCat, đã có 175 ấn bản bằng tiếng Trung và tiếng Nhật được xuất bản từ năm 1925 đến năm 2012, và 54 ấn bản bằng tiếng Anh từ năm 1959 đến năm 2014.

## Khảo cứu
Trong việc nghiên cứu khoa học, Lỗ Tấn luôn luôn giữ thái độ thực sự cầu thị, điều này cũng thể hiện trong quá trình biên soạn Trung Quốc tiểu thuyết sử lược. Sau Ngũ Tứ, Hồ Thích đã từng tiến hành khảo cứu một số một số tiểu thuyết cổ điển Trung Quốc và đã đạt được không ít thành quả. Trong thư từ và nhật ký Lỗ Tấn, có thể thấy rằng trước và sau khi xuất bản tác phẩm của mình, Lỗ Tấn đều gửi thư hỏi ý kiến Hồ Thích. Còn Hồ Thích cũng đã nhiều lần nhờ Lỗ Tấn đóng góp ý kiến trong khi viết cuốn Khảo cứu tiểu thuyết chương hồi Trung Quốc. Họ cùng nhau bàn bạc, phản vấn, hai bên liên hệ rất mật thiết. Những chỗ Hồ Thích có lý, Lỗ Tấn đều tiếp thu. Ví như trích dẫn phần Hồ Thích phân tích nguyên nhân tại sao Kim Thánh Thán cắt xén Thủy Hử; hoặc phần khảo cứu về Hồng lâu mộng, Lỗ Tấn cho rằng phần khảo cứu của Hồ Thích có sức thuyết phục nhất, đặc biệt là phần khảo sát về cuộc đời Tào Tuyết Cần. Ngược lại, những điểm Hồ Thích không đúng Lỗ Tấn đều sửa chữa lại. Hồ Thích cho rằng thuyết thoại của Trung Quốc có nguồn gốc từ chuyển độc và xướng đạo của Phật giáo Ấn Độ, Tôn Ngộ Không cũng không phải là sản phẩm của Trung Quốc, mà là của Ấn Độ. Bằng nhiều tài liệu lịch sử cụ thể, Lỗ Tấn đã chứng minh được rằng thuyết thoại là do người dân thị thành Trung Quốc sáng tạo, hình ảnh Tôn Ngộ Không cũng bắt nguồn từ hình ảnh thủy thần Vô Chi Kỳ trong truyền kỳ Cổ nhạc độc kinh của Lý Công Tá đời Đường.
Hồ Thích đã từng "thử mấy lần", "rất muốn biên soạn một bộ lịch sử tiểu thuyết Trung Quốc", "chỉ tiếc chưa có thời gian làm", cuối cùng vẫn chưa thể làm được. Khi cuốn sách của Lỗ Tấn ra đời, Hồ Thích vô cùng vui mừng và khâm phục, nói: "Về mặt tư liệu lịch sử, tôi cũng có đôi chút cống hiến. Nhưng cống hiến lớn nhất tất nhiên chính là quyển Trung Quốc tiểu thuyết sử lược của ông Lỗ Tấn. Đây là một quyển sách có tính chất mở đường, tài liệu thu thập rất đầy đủ, lựa chọn rất kỹ, phán đoán cũng rất nghiêm túc, có thể giúp cho những người nghiên cứu văn học sử chúng ta tiết kiệm được rất nhiều công sức". Lỗ Tấn nhấn mạnh: "nghiên cứu lịch sử phải có kiến thức lịch sử. Ông từng nói: "Phương thức của Hồ Thích thường độc đáo, lạ lùng, làm cho người ta ngạc nhiên. Cách của tôi thì hơi khác, đọc rộng rãi, chú ý sách phổ biến, đó là sách dùng được". Không những ông có cái nhìn sáng suốt về những hiện tượng cụ thể trong văn học, mà còn có những kiến giải toàn diện hơn người.

## Đánh giá
Trong một bài tổng quan về tình hình nghiên cứu hiện tại đối với tiểu thuyết Trung Quốc, Robert Hegel nhận xét rằng Lỗ Tấn "chỉ tiếp cận được một phần rất nhỏ trong toàn bộ kho tàng tiểu thuyết cổ điển Trung Quốc", và có rất nhiều tác phẩm mà ông không thể tiếp cận được. Hai thể loại chủ đạo của thời Đường là biến văn và bình thoại, theo Hegel, vào thời điểm đó chỉ mới bắt đầu được khám phá trở lại, và rất ít người đọc hiểu được ý nghĩa lịch sử của chúng. Hegel kết luận rằng những phân tích mang tính phê bình của Lỗ Tấn đối với từng tác phẩm cụ thể vẫn có giá trị, nhưng Trung Quốc tiểu thuyết sử lược, dù vẫn mang tính gợi mở, thì "đã không còn đủ để đóng vai trò như một tác phẩm nhập môn cho lĩnh vực này sau bảy mươi năm."
John C.Y. Wang đánh giá cao Trung Quốc tiểu thuyết sử lược, cho rằng tác phẩm này vừa “có tầm vóc lớn trong thiết kế” lại “tỉ mỉ trong thực hiện”. Dù các tài liệu được phát hiện sau này đã cho thấy vẫn còn những khoảng trống cần bổ sung và một số kết luận cần được điều chỉnh, ông nhấn mạnh rằng: “một bản phác thảo táo bạo đã được vạch ra và một phương pháp luận vững chắc đã được thiết lập…” Trước khi tác phẩm này ra đời, trong giới nghiên cứu văn học Trung Quốc gần như không có mấy sự thảo luận về thể loại tiểu thuyết; nếu muốn tìm hiểu kỹ về thể loại và tác phẩm hư cấu, người ta phải tìm đến các công trình nước ngoài như Lịch sử văn học Trung Quốc của Herbert Giles hoặc bản khảo cứu bằng tiếng Nhật của Sionoya On. Cách tiếp cận của Lỗ Tấn thể hiện sự cân bằng giữa việc trình bày bối cảnh lịch sử, độc giả đương thời, tác giả, và chính tác phẩm. Nền tảng học thuật vững chắc của ông càng đáng nể hơn khi xét đến việc đề tài tiểu thuyết trước đó bị xem nhẹ, khiến việc xác định tác giả, văn bản và niên đại trở nên vô cùng khó khăn. Bản tiếng Trung của tác phẩm bao gồm nguồn tài liệu tham khảo nguyên bản và phụ lục, trong khi bản dịch tiếng Anh thì không có những phần này. 

## Tranh cãi
Nhờ lối diễn giải thuyết phục và cách trình bày rõ ràng, Trung Quốc tiểu thuyết sử lược vẫn là điểm khởi đầu cho nhiều học giả, kể cả những người không đồng tình với quan điểm của tác phẩm này. Chẳng hạn, giáo sư Cố Minh Đông viết rằng vào thời điểm đó có một “đồng thuận học thuật” cho rằng tiểu thuyết Trung Quốc chỉ thực sự đạt đến độ "trưởng thành đầy đủ" vào thời Đường, bởi "quan điểm của Lỗ Tấn được xem là có tính thẩm quyền." Lập luận trong Trung Quốc tiểu thuyết sử lược cho rằng "các truyện trước thời Đường là những tác phẩm hư cấu được sáng tác một cách vô thức" (fei youyi zuo xiaoshuo), còn truyền kỳ thời Đường là "tiểu thuyết được sáng tác một cách có ý thức" (youyi wei xiaoshuo). Cố Minh Đông chỉ ra rằng sự phân biệt này của Lỗ Tấn xuất phát từ học giả thời Thanh là Hồ Ứng Lân, người đặc biệt nhấn mạnh đến "chủ ý của tác giả". Tuy nhiên, Giáo sư Cố cho rằng việc xác định chủ ý của tác giả là rất khó, vì nhiều tác giả có thể cố tình che giấu chủ ý của mình. Ông cũng phê phán Lỗ Tấn vì đã đánh giá thấp các tác giả trước thời Đường, dù họ nhận thức được tầm quan trọng của yếu tố hiện thực nhưng vẫn chủ động khai thác khả năng sáng tạo hư cấu của mình. Theo Cố Minh Đông, truyện chí quái thời Lục triều có thể là những mảnh rời bị loại bỏ trong quá trình biên soạn chính sử, nhưng vẫn phản ánh tư duy sáng tạo độc lập đáng chú ý.
Vẫn có những ý kiến bất đồng về một số điểm trong Trung Quốc tiểu thuyết sử lược. Chẳng hạn, Wilt Idema là một trong những học giả đầu tiên phản đối cách giải thích của Lỗ Tấn rằng thoại bản thời Tống là những "sách gợi ý kể chuyện", hoặc ít nhất là các bản in dùng cho người kể chuyện chuyên nghiệp (chương 12–13 trong sách). Thay vào đó, Idema cho rằng chúng là những truyện được sáng tác có chủ đích, sử dụng các thủ pháp và phong cách kể chuyện dân gian nhằm tạo ra hiệu ứng nghệ thuật nhất định.
Tuy nhiên, một số khái niệm của Lỗ Tấn vẫn được các học giả sau này kế thừa. Chẳng hạn, thuật ngữ "tiểu thuyết thần ma" (神魔小说) mà Lỗ Tấn sử dụng trong ba chương của Trung Quốc tiểu thuyết sử lược tiếp tục được dùng rộng rãi. Sử gia văn học Mei Chun dịch thuật ngữ này là "văn học kỳ ảo/siêu nhiên" trong khi vợ chồng Gladys Yang và Dương Hiến Ích dịch là "văn học thần tiên và ma quỷ."

## Nghi vấn
Trung Quốc tiểu thuyết sử lược có nội dung phong phú, đặc biệt còn thu nhận một số thành quả nghiên cứu của học giả Nhật Bản Sionoya On. Một học giả khác có quen biết Lỗ Tấn tên là Trần Nguyên viết trong Nhàn thoại cho rằng "cả quyển sách toàn là trộm cắp". Trong Thư gửi Chí Ma vào tháng 1 năm 1926, ông ta còn chỉ trích quyển sách "dựa theo phần tiểu thuyết trong tác phẩm Bài giảng khái luận văn học Trung Quốc của người Nhật Sionoya On". Ông ta còn nói: "đây là hành động trộm tác phẩm của người khác làm của mình". Lỗ Tấn viết bài Không phải là thư, đáp lại rõ ràng: "Sách của Sionoya On đúng là một trong những tài liệu tham khảo của tôi. Chương thứ hai trong hai mươi tám chương sách của tôi là dựa vào nó. Ngoài ra còn vài phần bình luận về Hồng lâu mộng và sơ đồ tộc họ Giả, cũng dựa vào đó, nhưng chỉ là đại ý mà thôi, cách sắp xếp và ý kiến của tôi không hoàn toàn giống như thế. Hai mươi sáu chương còn lại, tôi đều có sự chuẩn bị riêng của mình, luận cứ có lúc còn ngược hẳn với ông ta". Ông cho rằng Trần Nguyên "nhiệt tình quá mức, đầu óc quay cuồng", vì vậy mới phát huy "bản lĩnh thực sự" của ông ta là "ngụy tạo sự thật". Sau đó, quyển sách của Sionoya On được dịch sang tiếng Trung. Năm 1935, tác phẩm của Lỗ Tấn cũng được dịch ra tiếng Nhật, Lỗ Tấn phấn khởi nói: "Độc giả hai nước cùng đọc, có ai bảo rằng tôi "sao chép" đâu! Tôi mang tiếng "ăn cắp" mười năm, bây giờ đã được rũ sạch rồi và có thể trả tội danh "chó hoang" cho cái người tự xưng là chính nhân quân tử giáo sư Trần Nguyên kia...".
Về cuộc tranh chấp này, Hồ Thích - người rất quen thuộc với lịch sử tiểu thuyết Trung Quốc - cũng nói những lời công bằng. Trong thư viết cho Tô Tuyết Lâm tháng 12 năm 1936, ông nói Trần Nguyên "hồi ấy tin nhầm lời một kẻ tiểu nhân, cho rằng Lỗ Tấn sao chép của họ Sionoya On, làm Lỗ Tấn cả đời không sao quên được! Bây giờ quyển sách của Sionoya On đã được Tôn Lương Công dịch ra rồi. Cuốn này viết trước sách của Lỗ Tấn và tôi, phần khảo chứng trong đó nông cạn đến buồn cười. Bảo rằng Lỗ Tấn sao chép của Sionoya On, thật oan vô cùng". Hồ Thích cho rằng "về chuyện Sionoya On, chúng ta nên minh oan cho Lỗ Tấn", tốt nhất là Trần Nguyên phải viết một bài viết thừa nhận sai lầm. Sau khi Lỗ Tấn phát biểu bài Không phải thư, Hồ Thích từng lấy tư cách "hòa giải", viết cho Lỗ Tấn và Trần Nguyên một bức thư có nội dung như nhau, cho rằng "cuộc bút chiến" giữa họ "là chuyện đáng tiếc nhất giữa bạn bè với nhau", tỏ ra rằng mình "không muốn bàn luận đúng sai trong chuyện này".

## Nội dung
Lời tựa
1. Những trước tác cùng bình luận về tiểu thuyết của nhà viết sử
2. Thần thoại với tiểu thuyết
3. Những tiểu thuyết mà Nghệ văn chí trong Hán thư ghi chép
4. Những tiểu thuyết của người đời Hán mà nay còn thấy
5. Sách quỷ thần chí quái đời Lục triều (Thượng)
6. Sách quỷ thần chí quái đời Lục triều (Hạ)
7. Sách Thế thuyết tân ngữ với khoảng trước và sau nó
8. Văn chương truyền kỳ đời Đường (Thượng)
9. Văn chương truyền kỳ đời Đường (Hạ)
10. Tuyển tập truyền kỳ đời Đường với các tập cùng loại linh tinh khác 
11. Sách chí quái và văn chương truyền kỳ đời Tống
12. Thoại bản đời Tống
13. Phỏng thoại bản đời Tống Nguyên 
14. Chuyện giảng sử đời Nguyên Minh còn truyền lại (Thượng)
15. Chuyện giảng sử đời Nguyên Minh còn truyền lại (Hạ)
16. Tiểu thuyết ma quỷ đời Minh (Thượng)
17. Tiểu thuyết ma quỷ đời Minh (Trung)
18. Tiểu thuyết ma quỷ đời Minh (Hạ)
19. Tiểu thuyết nhân tình thế thái đời Minh (Thượng)
20. Tiểu thuyết nhân tình thế thái đời Minh (Hạ)
21. Tiểu thuyết thị dân đời Minh theo kiểu Tống cùng những bản chọn lọc sau đó
22. Tiểu thuyết đời Thanh theo kiểu tiểu thuyết Tấn Đường cùng các môn phái của nó
23. Tiểu thuyết châm biếm đời Thanh 
24. Tiểu thuyết nhân tình thế thái đời Thanh 
25. Việc đời Thanh dùng tiểu thuyết để thấy tài học ra thế nào 
26. Tiểu thuyết hiệp tà đời Thanh 
27. Tiểu thuyết nghĩa hiệp đời Thanh cùng tiểu thuyết công án
28. Tiểu thuyết khiển trách cuối đời Thanh 
Hậu ký 
Phụ lục: Diễn biến lịch sử của tiểu thuyết Trung Quốc

## Ấn bản và bản dịch
- —— (1923). 中国小说史略 Zhongguo Xiaoshuo Shilue. Bei jing: Beita diyi yuan xinchao chu.
- —— (1930). 中国小說史略 Zhongguo Xiao Shuo Shi Lüe. Shanghai: Beixin shuju. First revised edition.
- (Tiếng Nhật) —— (1935). 支那小說史 Shina ShōSetsushi. 増田 Wataru Masuda biên dịch. Tokyo: Sairensha.
- (Tiếng Anh) —— (1959). A Brief History of Chinese Fiction. Glady Yang; Yang Hsienyi biên dịch. Foreign Languages Press. ISBN 9780898751543. Internet Archive Free Online
- (Tiếng Hàn) —— (1978). 中國小說史略 Chungguk SosŏL Saryak. Pom-jin Chong biên dịch. Soul: Pomhak Toso.
- (Tiếng Đức) —— (1981). Kurze Geschichte Der Chinesischen Dichtung. Beijing: Verlag für fremdsprachige Literatur.
- (Tiếng Việt) —— (1996). Sơ Lược Lịch Sử Tiểu Thuyết Trung Quốc. Lương Duy Tâm biên dịch. Hà Nội: Nxb. Văn hóa.

### Trích dẫn
1. 1 2  Lâm Chí Hạo (2002), tr. 211.
2. 1 2  Wang (1985), tr. 91- 99.
3. ↑  Lâm Chí Hạo (2002), tr. 209.
4. ↑  Những tác phẩm được yêu thích nhất của Lỗ Tấn (Danh sách chưa đầy đủ).
5. 1 2  Lâm Chí Hạo (2002), tr. 210.
6. ↑  Hegel (1994), tr. 398.
7. ↑  鹽谷温 Shionoya On (1919). 支那文學槪論講話 (Shina Bungaku Gairon Kowa Lectures on a general history of Chinese literature). Tokyo: Dai Nihon Yubenkai.
8. ↑  Gu (2006), tr. 35-36.
9. ↑  Gu (2006), tr. 38.
10. ↑  Idema, W. L. (1974). Chinese Vernacular Fiction: The Formative Period. Leiden: Brill. ISBN 9004039740., pp. xv-xvii
11. ↑  Chun, Mei (2011). The Novel and Theatrical Imagination in Early Modern China. BRILL. ISBN 978-90-04-19166-2. p. 120 note 28.
12. ↑  Lu Xun (1959), tr. 198 ff.
13. 1 2  Lâm Chí Hạo (2002), tr. 211-213.